# Andreia Faria
Andreia Martins Faria (Vila Real, 19 aprile 2000) è una calciatrice portoghese, centrocampista del Benfica e della nazionale portoghese.

## Carriera

### Nazionale
Nel 2022 è stata convocata dalla nazionale portoghese per gli Europei.

## Palmarès

### Club
- Campionato portoghese: 5

Benfica: 2020-2021, 2021-2022, 2022-2023, 2023-2024, 2024-2025
- Coppa di Lega portoghese: 4

Benfica: 2019-2020, 2020-2021, 2022-2023, 2023-2024